# اوآهو
اوآهو (به انگلیسی: Oahu) (با تلفظ [oˈʔɐhu] و /oʊˈɑ:hu:/) سومین جزیره بزرگ و پرجمعیت‌ترین جزیره از مجموعه جزایر هاوایی و ایالت هاوایی در ایالات متحده است. مرکز ایالت، هونولولو، در سواحل جنوب شرقی اوآهو واقع شده است. جزیره اوآهو و جزایر شمال‌غربی هاوایی که غیرمسکونی هستند، شهر و شهرستان هونولولو را تشکیل می‌دهند. در سال ۲۰۲۱، جمعیت اوآهو به ۹۹۵٬۶۳۸ نفر رسید که نسبت به تعداد ۹۵۳٬۲۰۷ نفر در سال ۲۰۱۰ افزایش یافته است (تقریباً ۷۰٪ از جمعیت کل ۱٬۴۵۵٬۲۷۱ نفر جزایر هاوایی، که حدود ۸۱٪ از آن‌ها در یا نزدیک منطقه شهری هونولولو زندگی می‌کنند).
اوآهو ۴۴ مایل (۷۱ کیلومتر) طول و ۳۰ مایل (۴۸ کیلومتر) عرض دارد. خط ساحلی آن ۲۲۷ مایل (۳۶۵ کیلومتر) طول دارد. با احتساب جزایر کوچک مرتبط مانند جزیره فورد و همچنین جزایر موجود در خلیج کانیوهی و سواحل شرقی (بادگیر)، مساحت آن ۵۹۶٫۷ مایل مربع (۱٬۵۴۵٫۴ کیلومتر مربع) است که آن را به بیستمین جزیره بزرگ در ایالات متحده تبدیل می‌کند.
از ویژگی‌های معروف اوآهو می‌توان به وایکیکی، پرل هاربر، دایموند هد، خلیج هاناوما، خلیج کانیوهی، خلیج کایلوا و سواحل شمالی اشاره کرد.

## جغرافی و آب و هوا
مانند سایر جزایر هاوایی، اوآهو از فعالیت‌های آتشفشانی مرتبط با نقطه داغ هاوایی شکل گرفته است و رشد آن از بستر دریا ۴ میلیون سال پیش آغاز شده است. امروزه، این جزیره از بقایای دو آتشفشان سپری منقرض شده و به شدت فرسوده تشکیل شده است: رشته‌کوه‌های وای‌آنای و کُولائو، که در میان آن‌ها یک دره یا زین وسیع وجود دارد. بالاترین نقطه جزیره، کاʻالا در رشته‌کوه وای‌آنای است که به ارتفاع ۴,۰۰۳ فوت (۱,۲۲۰ متر) بالاتر از سطح دریا می‌رسد.
اوآهو به خاطر داشتن طولانی‌ترین بارش باران در تاریخ ثبت شده شناخته می‌شود. مزرعه کانوئوه از ۲۷ اوت ۱۹۹۳ تا ۳۰ آوریل ۱۹۹۴، ۲۴۷ روز باران مداوم را گزارش کرده است. دمای متوسط در اُهُو حدود ۷۰ تا ۸۵ درجه فارنهایت (۲۱ تا ۲۹ درجه سانتی‌گراد) است. این جزیره از ژوئن تا اکتبر گرم‌ترین است. زمستان‌ها خنک‌تر است، اما هنوز هم گرم است و دمای متوسط آن ۶۸ تا ۷۸ درجه فارنهایت (۲۰ تا ۲۶ درجه سانتی‌گراد) می‌باشد.
| ژ                                                   | ف     | م         | آ       | م       | ژ       | ژ       | آ        | س       | اُ        | ن        | د     |
| ۱۴ ۲۷ ۱۸                                            | ۲۷ ۱۹ | ۱۰۵ ۲۷ ۱۷ | ۲ ۳۰ ۱۹ | ۶ ۲۹ ۱۸ | ۲ ۳۱ ۲۱ | ۸ ۳۰ ۲۲ | ۱۰ ۲۸ ۱۸ | ۲ ۲۸ ۲۳ | ۹۵ ۲۸ ۲۱ | ۲۱ ۲۸ ۲۱ | ۲۵ ۲۰ |
| میانگین بالاترین و پایین‌ترین دما به مقیاس سانتیگراد |       |           |         |         |         |         |          |         |          |          |       |
| بارندگی به مقیاس میلی‌متر                            |       |           |         |         |         |         |          |         |          |          |       |
| منبع:                                               |       |           |         |         |         |         |          |         |          |          |       |

| مقیاس فارنهایت و اینچ                              | مقیاس فارنهایت و اینچ | مقیاس فارنهایت و اینچ | مقیاس فارنهایت و اینچ | مقیاس فارنهایت و اینچ | مقیاس فارنهایت و اینچ | مقیاس فارنهایت و اینچ | مقیاس فارنهایت و اینچ | مقیاس فارنهایت و اینچ | مقیاس فارنهایت و اینچ | مقیاس فارنهایت و اینچ | مقیاس فارنهایت و اینچ |
| -------------------------------------------------- | --------------------- | --------------------- | --------------------- | --------------------- | --------------------- | --------------------- | --------------------- | --------------------- | --------------------- | --------------------- | --------------------- |
| ژ                                                  | ف                     | م                     | آ                     | م                     | ژ                     | ژ                     | آ                     | س                     | اُ                     | ن                     | د                     |
| ۰٫۶ ۸۱۶۴                                           | ۱٫۱ ۸۱۶۶              | ۴٫۱ ۸۱۶۳              | ۰٫۱ ۸۶۶۶              | ۰٫۲ ۸۴۶۴              | ۰٫۱ ۸۸۷۰              | ۰٫۳ ۸۶۷۲              | ۰٫۴ ۸۲۶۴              | ۰٫۱ ۸۲۷۳              | ۳٫۷ ۸۲۷۰              | ۰٫۸ ۸۲۷۰              | ۱ ۷۷۶۸                |
| میانگین بالاترین و پایین‌ترین دما به مقیاس فارنهایت |                       |                       |                       |                       |                       |                       |                       |                       |                       |                       |                       |
| بارندگی به مقیاس اینچ                              |                       |                       |                       |                       |                       |                       |                       |                       |                       |                       |                       |

| ژ                                                   | ف     | م         | آ       | م       | ژ       | ژ       | آ        | س       | اُ        | ن        | د     |
| ۱۴ ۲۷ ۱۸                                            | ۲۷ ۱۹ | ۱۰۵ ۲۷ ۱۷ | ۲ ۳۰ ۱۹ | ۶ ۲۹ ۱۸ | ۲ ۳۱ ۲۱ | ۸ ۳۰ ۲۲ | ۱۰ ۲۸ ۱۸ | ۲ ۲۸ ۲۳ | ۹۵ ۲۸ ۲۱ | ۲۱ ۲۸ ۲۱ | ۲۵ ۲۰ |
| میانگین بالاترین و پایین‌ترین دما به مقیاس سانتیگراد |       |           |         |         |         |         |          |         |          |          |       |
| بارندگی به مقیاس میلی‌متر                            |       |           |         |         |         |         |          |         |          |          |       |
| منبع:                                               |       |           |         |         |         |         |          |         |          |          |       |

| مقیاس فارنهایت و اینچ                              | مقیاس فارنهایت و اینچ | مقیاس فارنهایت و اینچ | مقیاس فارنهایت و اینچ | مقیاس فارنهایت و اینچ | مقیاس فارنهایت و اینچ | مقیاس فارنهایت و اینچ | مقیاس فارنهایت و اینچ | مقیاس فارنهایت و اینچ | مقیاس فارنهایت و اینچ | مقیاس فارنهایت و اینچ | مقیاس فارنهایت و اینچ |
| -------------------------------------------------- | --------------------- | --------------------- | --------------------- | --------------------- | --------------------- | --------------------- | --------------------- | --------------------- | --------------------- | --------------------- | --------------------- |
| ژ                                                  | ف                     | م                     | آ                     | م                     | ژ                     | ژ                     | آ                     | س                     | اُ                     | ن                     | د                     |
| ۰٫۶ ۸۱۶۴                                           | ۱٫۱ ۸۱۶۶              | ۴٫۱ ۸۱۶۳              | ۰٫۱ ۸۶۶۶              | ۰٫۲ ۸۴۶۴              | ۰٫۱ ۸۸۷۰              | ۰٫۳ ۸۶۷۲              | ۰٫۴ ۸۲۶۴              | ۰٫۱ ۸۲۷۳              | ۳٫۷ ۸۲۷۰              | ۰٫۸ ۸۲۷۰              | ۱ ۷۷۶۸                |
| میانگین بالاترین و پایین‌ترین دما به مقیاس فارنهایت |                       |                       |                       |                       |                       |                       |                       |                       |                       |                       |                       |
| بارندگی به مقیاس اینچ                              |                       |                       |                       |                       |                       |                       |                       |                       |                       |                       |                       |

## نگارخانه

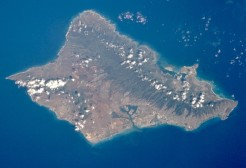
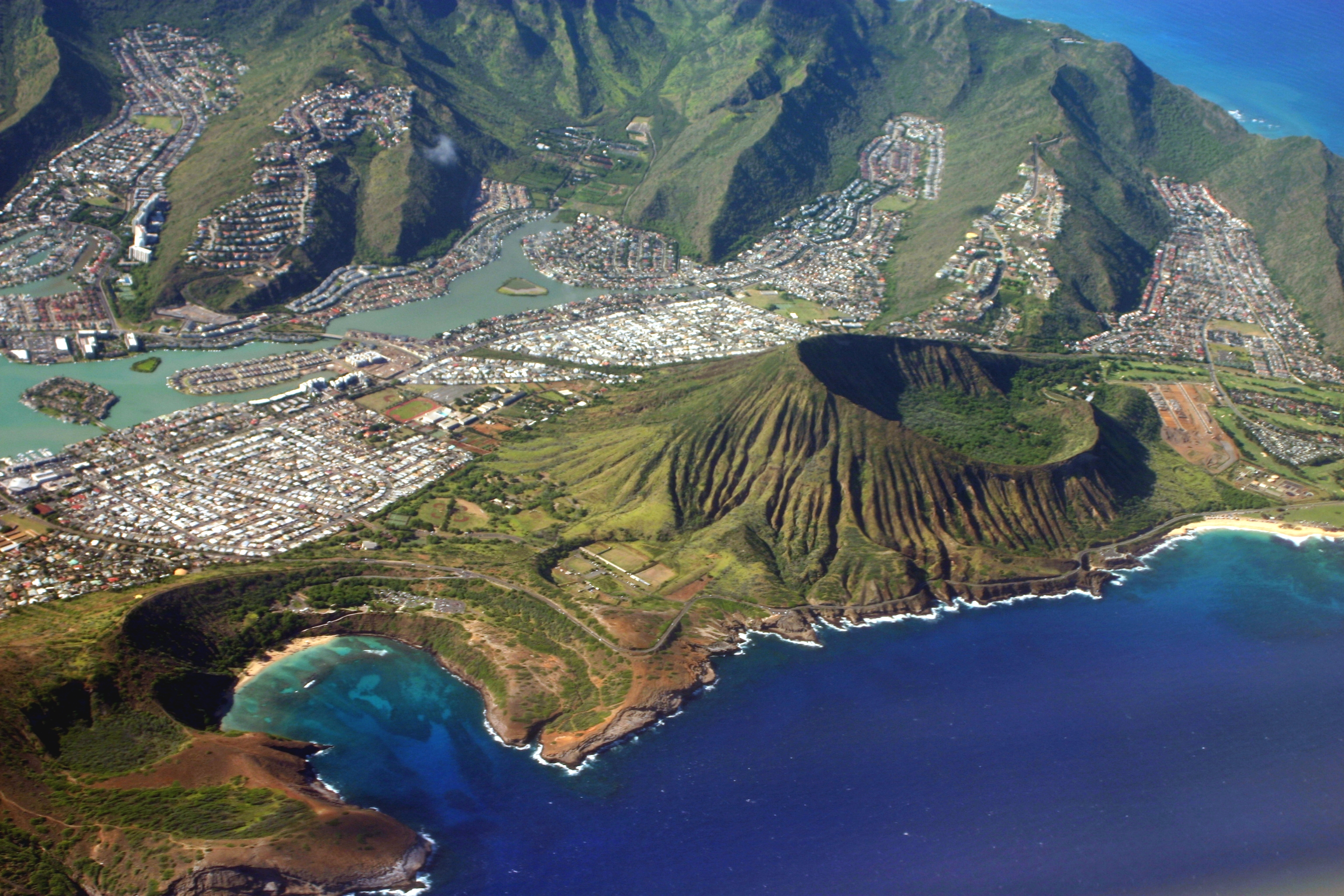
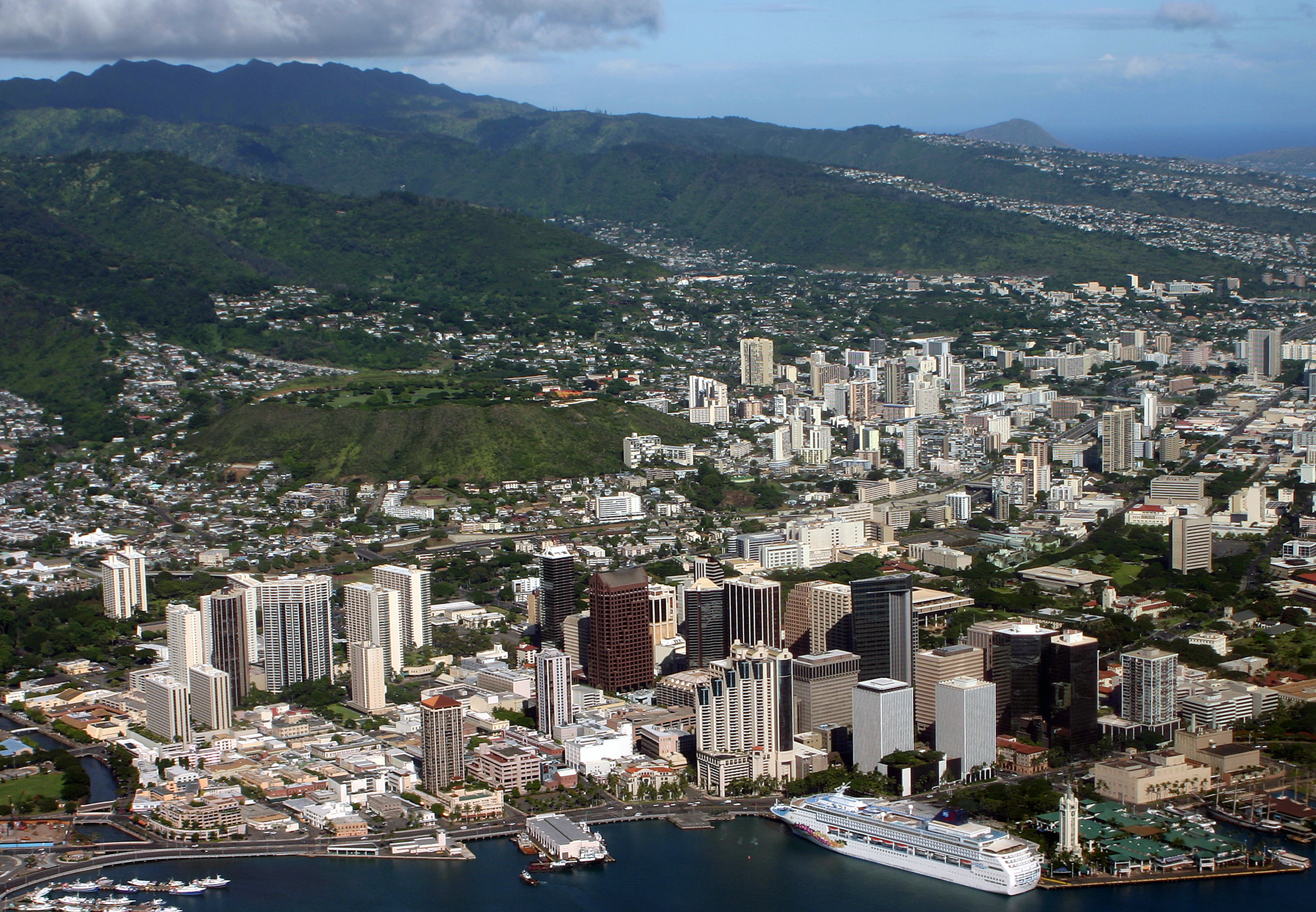
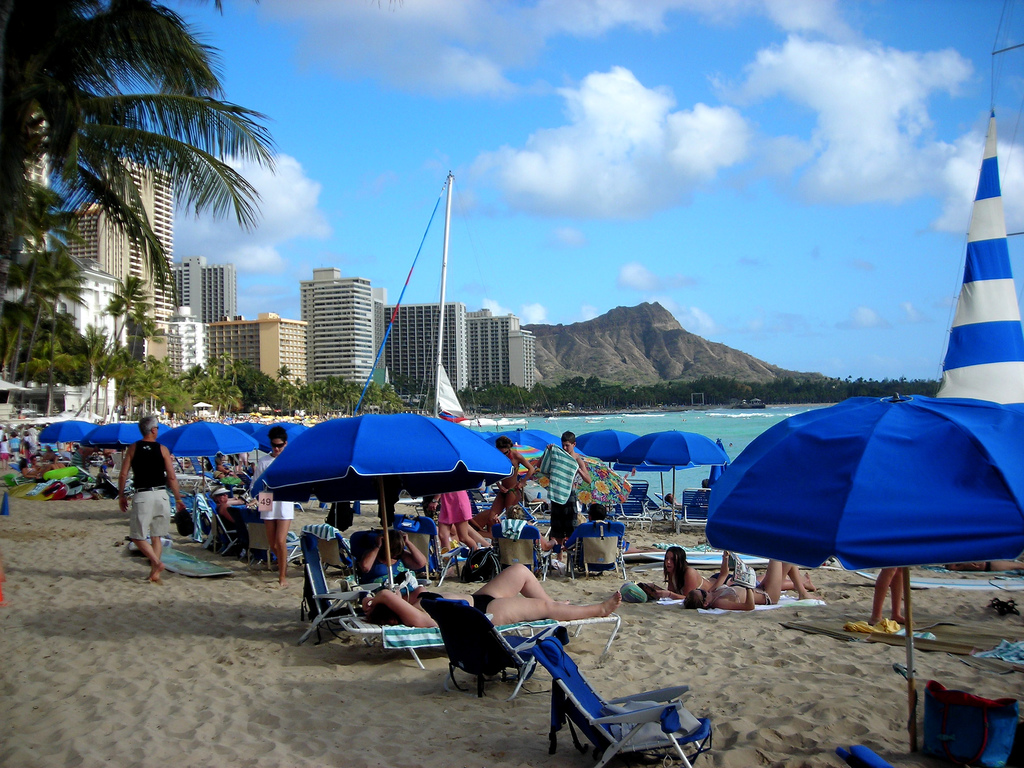
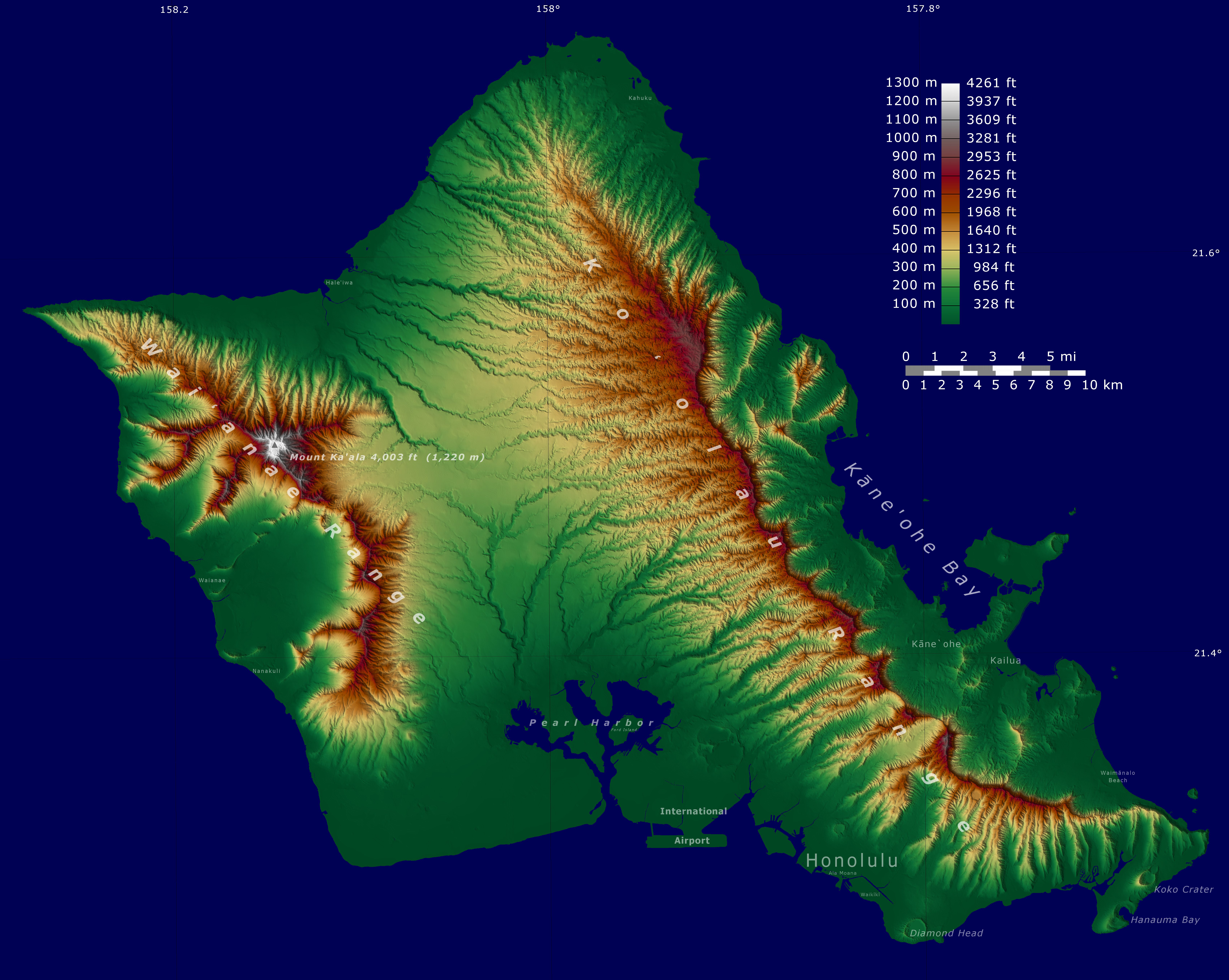